# Hans Schomburgk
[source insuffisante]

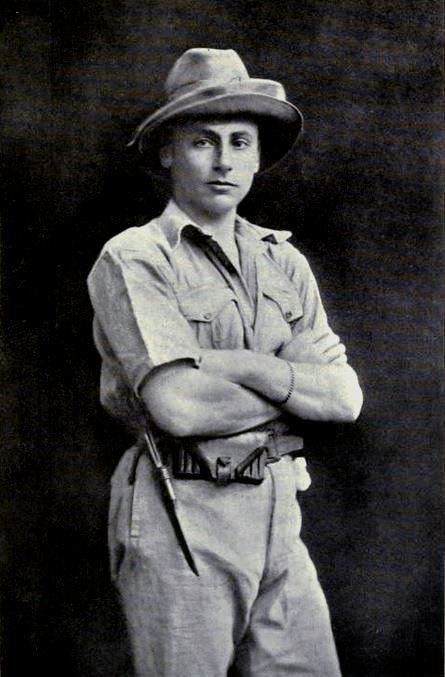
Schomburgk en 1913

Hans Schomburgk, né le 28 octobre 1880 à Hambourg et décédé le 27 juillet 1967 à Berlin, était un aventurier allemand, cinéaste et jusqu'en 1912 un chasseur de gros gibier (en).

## Biographie
Schomburgk participa à plusieurs expéditions en Afrique subsaharienne. Outre ses activités de chasseur de gros gibier, il se procurait également des animaux africains pour les zoos européens, notamment des curiosités comme l' hippopotame nain. Schomburgk est considéré comme le premier Européen à avoir visité la rivière de Schikande et le lac Sengwe, dans le sud de l'Angola. Il participa également à la réalisation de la première carte de l'ouest du Libéria.
Schomburgk est aujourd'hui reconnu pour ses « ethnodrames » tournés en Afrique. De 1922 à 1925, il fut marié à l'actrice allemande Meg Gehrts (1891-1966), qui joua dans son film « La Déesse blanche de Wangora », tourné au Togo en 1913.
La liste suivante contient certains des films africains les plus connus de Schomburgk :
- Im deutschen Soudan (1913/1917) – Dans « le Soudan allemand ».
- Tropengift (1919) – Poison tropical.
- En guerre dans les champs de diamants (en)
- Eine Weisse unter Kannibalen (1921).
- Frauen, Masken und Dämonen (1932).
- Das letzte Paradies (1932) – Le dernier paradis.
- Die Wildnis Stirbt (1936) – La nature sauvage meurt.
- Hans Schomburgk – Mein Abschied von Afrika, (1958).